# Хечан
Лі Донхьок (кор. 이동혁; нар. 6 червня 2000, Сеул, Південна Корея), більш відомий за своїм сценічним псевдонімом Хечан (кор. 해찬, Haechan, англ. Full Sun) — південнокорейський співак та танцюрист, учасник південнокорейського гурту NCT та його підрозділів NCT U, NCT 127 та NCT Dream. Його сценічний дебют відбувся 7 липня 2016 року із саб'юнітом NCT 127. У музичних колективах виконує роль вокаліста; відомий завдяки своєму легко впізнаваному голосу та гарній техніці виконання. Має рекордну серед усіх учасників NCT кількість прізвиськ - щонайменше 18.

## Біографія

### Дитячі роки
Лі Донхьок народився 6 червня 2000 року в Сеулі, Південна Корея. З семи років до дванадцяти жив у Чеджу. Потягом трьох років займався різними видами танців.
У 2013 році він, заохочений матір'ю, пройшов SM Saturday Open Casting Audition і так потрапив до складу стажувальників SM Entertainment. Загалом він стажувався в SM протягом трьох років.
Він здобував освіту в Seoul School of Performing Arts (SOPA), але залишив її незабаром після свого дебюту з NCT Dream, щоб зосередитися на своїй кар'єрі.

### 2013—2015: додебютний період
23 грудня 2013 року Донхьок приєднався до SM Rookies — команди підготовки новачків від SM Entertainment. У жовтні 2014 року він як учасник SM Rookies разом з іншими майбутніми учасниками NCT з'явився на створеному Mnet шоу Exo 90:2014, де також з'явилися їхні старші колеги по лейблу — EXO. У 2014 та 2015 роках він брав участь у SMTOWN LIVE WORLD TOUR. З липня по грудень 2015 року Донхьок разом із чотирма іншими стажувальниками — Марком, Джено, Джеміном та Джісоном грали роль Mouseketeers на Disney Channel Korea у шоу The Mickey Mouse Club, де вони виконували музику, танцювали, грали в ігри та брали участь у сценках. Зрештою, SM Rookies провели власний концерт під назвою SM Rookies Show, який відбувся в Сеулі у вересні 2015 року, а у лютому 2016 року — у Бангкоці, Таїланд.

### 2016— донині: дебют та діяльність із NCT, NCT 127 та NCT Dream
7 липня 2016 року Хечан дебютував в хронологічно другому підрозділі NCT — NCT 127 разом із Тейоном, Дойоном, Марком, Чону, Дехьоном, Ютою, Джонні та Теїлем. Тут він має позиції вокаліста та макне (наймолодшого учасника).
25 серпня 2016 року Хечан, а також ще шість учасників — Марк, Ренджун, Джено, Джемін та Джісон — дебютували у складі NCT Dream, другого підрозділу NCT. Спочатку передбачалося, що мембери його покидатимуть, досягнувши корейського повноліття (20 років), але у 2020 році цю систему було скасовано, і NCT Dream став постійним підрозділом. У підрозділі займає позицію вокаліста.
Хечан брав участь у проєктах NCT 2018 та NCT 2020. Разом з учасниками NCT U Теїлем, Дойоном та Джехьоном 13 грудня 2019 року випустив цифровий сингл-альбом Station X 4 LOVEs for Winter Part.2 з піснею «Coming Home».

## Активності

### Участь в телешоу
| Рік  | Назва             | Телеканал            | Роль                                    | Примітка                          |
| ---- | ----------------- | -------------------- | --------------------------------------- | --------------------------------- |
| 2014 | EXO 90:2014       | Mnet                 | учасник SM Rookies                      | Це відбулося до офіційного дебюту |
| 2015 | Mickey Mouse Club | Disney Channel Korea | Mouseketeer                             | Це відбулося до офіційного дебюту |
| 2020 | Idol On Quiz      | KBS2                 | гість, спільно з Дойоном, Чону та Ченле | Епізод 18                         |

### Ведучий
| Рік  | Дата       | Назва       | Телеканал | Роль              | Примітка         |
| ---- | ---------- | ----------- | --------- | ----------------- | ---------------- |
| 2017 | 7 вересня  | M Countdown | Mnet      | Ведучий тижня     | разом із Джено   |
| 2018 | 31 травня  | M Countdown | Mnet      | Global MC         | разом із Дойоном |
| 2020 | 5 червня   | Music Bank  | KBS       | Гостьовий ведучий | разом із Тейоном |
| 2020 | 23 вересня | Weekly Idol | MBC       | Гостьовий ведучий | разом із Джонні  |

### Рекламні контракти
| Рік  | Бренд           | Примітка         |
| ---- | --------------- | ---------------- |
| 2020 | Nature Republic | у складі NCT 127 |
| 2021 | Slowacid        | у складі NCT 127 |

### Фотосесії
| Рік  | Випуск    | Видання                                             | Джерело |
| ---- | --------- | --------------------------------------------------- | ------- |
| 2020 | червневий | @star1 (разом із учасниками NCT 127 Марком та Чону) | [ 5 ]   |
| 2022 | липневий  | @star1                                              | [ 6 ]   |
| 2023 | квітневий | Arena Homme+ Korea Magazine                         | [ 7 ]   |